# 959 Arne
A 959 Arne (ideiglenes jelöléssel 1921 KF) a Naprendszer kisbolygóövében található aszteroida. Karl Wilhelm Reinmuth fedezte fel 1921. szeptember 30-án, Heidelbergben.